# Андреюшкин, Пахомий Иванович
Пахо́мий Ива́нович Андре́юшкин (15 мая 1865, Российская империя — 8 мая 1887, Шлиссельбург, Санкт-Петербургская губерния) — русский революционер-народник, террорист.

## Биография
Родился 15 мая 1865 года на Кубани. Внебрачный сын крестьянки Евпраксии Андреюшкиной и некоего греческого подданного.
Как лучший выпускник городского училища Екатеринодара поступил в гимназию за казённый счёт. В гимназии Пахомий основал кружок самообразования и был библиотекарем «нелегальной» библиотечки.
В 1886 году окончил гимназию в Екатеринодаре и поступил на физико-математический факультет Петербургского университета  и, как убеждённый противник самодержавного строя, примкнул к революционной части студенчества.
В конце 1886 года вступил в террористическую фракцию партии «Народная воля» и вместе с А. И. Ульяновым и другими народовольцами принял участие в подготовке покушения на Александра III. 1 марта 1887 был арестован на улице с бомбой в руках. Отказался от показаний на допросе, и в обвинительный акт была внесена фраза из его записной книжки: «Каждая жертва полезна; если вредит, то не делу, а личности, между тем как личность ничтожна в сравнении с торжеством великого дела». Приговорённый к смертной казни, был повешен 8 мая в Шлиссельбургской крепости вместе с четырьмя товарищами.

## Последнее слово на суде
«В качестве члена партии „Народной воли“, делу которой я служил, должен сказать, что я заранее отказываюсь от всяких просьб о снисхождении, потому что такую просьбу считаю позором знамени, которому я служил».

## Киновоплощение
- 1964 — «Казнены на рассвете…». В роли Пахомия Андреюшкина — Константин Худяков